# Rudolf Christian Böttger
Pour les articles homonymes, voir Böttger.
Rudolf Christian Böttger (aussi Boettger), né à Aschersleben (Principauté d'Halberstadt) le 28 avril 1806 et mort à Francfort-sur-le-Main le 29 avril 1881 , est un chimiste inorganique et physicien prussien qui a effectué la plupart de ses recherches à l'université de Francfort. Il est crédité de la découverte de la nitrocellulose en 1846, indépendamment de Schönbein, et avec la synthèse du premier composé organique de l'acétylure de cuivre(I) Cu2C2 en 1859.

## Hommages
- (251595) Rudolfböttger, astéroïde